# صاحب أبو جناح
صاحب جعفر أبو جناح الغانمي (1938 - ) هو كاتب وباحث عراقي.

## حياته العلمية
ولد صاحب جعفر أبو جناح في محافظة ميسان عام 1938، وأكمل دراسته الابتدائية والمتوسطة والثانوية فيها عام 1957. ثم التحق بكلية الآداب في جامعة بغداد، وتخرج فيها بدرجة بكالوريوس في اللغة العربية عام 1961. حصل على الماجستير من الكلية نفسها عام 1969، ونال الدكتوراه من جامعة القاهرة عام 1971.
عمل مدرسًا منذ عام 1961 حتى عام 1966، وتفرغ للدراسات العليا بين عامي 1966 و1971. عُيِّن في كلية الآداب بجامعة البصرة للفترة بين 1971 و1985، ثم نُقل إلى بغداد ليكون أستاذًا في كلية الآداب بالجامعة المستنصرية عام 1985. وهو عضو في الاتحاد العام للأدباء والكتاب في العراق. واختير عضوًا عاملاً في المجمع العلمي العراقي بين عامي 1996 و1997.

## مؤلفاته
من مؤلفاته:
1. سيبويه: هوامش وملاحظات حول حياته وكتابُه.
2. الظواهر اللغوية في قراءة الحسن البصري.
3. الظواهر اللغوية في قراءة أهل الحجاز.
4. شرح جمل الزجاجي لابن عصفور الإشبيلي (تحقيق).
5. التغليب لابن كمال باشا (تحقيق).
6. ابن السيد البطليوسي اللغوي الأديب: حياته، منهجه في النحو واللغة، شعره.